# 櫻木みわ
櫻木 みわ（さくらき みわ、1978年 - ）は、日本の小説家。福岡県生まれ。

## 経歴・人物
小学校時代は筑豊地方で過ごし、中学校から福岡市の女子校に進んだ。早稲田大学在学中に水原紫苑の短歌実作ゼミに参加したのを機に、早稲田大学短歌会や京都大学短歌会に所属して短歌を学ぶ。後に石川美南や内山晶太らとともに短歌同人誌『pool』に参加した。
大学卒業後、タイ王国の現地出版社に勤務し、日本人向けフリーペーパーの編集長を務める。その後、東ティモール、フランス、インドネシアなどに滞在したのちに帰国。フランス人と結婚して日本で暮らしたことがある。
2006年3月、「遊戯生活」が第5回女による女のためのR-18文学賞最終候補作となる。2016年、「ゲンロン 大森望 SF創作講座」（第1期）を受講。2017年3月、「わたしのクリスタル」が第1回ゲンロンSF新人賞最終候補作となる。2018年12月、最終候補作を含んだSF講座提出作を改稿した作品集『うつくしい繭』で作家デビュー。
契約社員の女性が一人で出産しようとする小説『コークスが燃えている』（集英社、2022年6月）は、40歳の頃に妊娠して一人で産もうとして流産した経験が投影されていると『読売新聞』の取材に明かしている。

## 作品リスト

### 単行本
- 『うつくしい繭』（講談社、2018年12月）
- 『コークスが燃えている』（集英社、2022年6月）
- 『カサンドラのティータイム』（朝日新聞出版、2022年11月）
- 『アカシアの朝』（小学館、2025年5月）

### アンソロジー収録作品
- 「海の双翼」（麦原遼との共著） - 『アステリズムに花束を 百合SFアンソロジー』（SFマガジン編集部/編、ハヤカワ文庫JA、2019年6月）収録
- 「しおかぜ」 - 『25の短編小説』（小説トリッパー編集部/編、朝日文庫、2020年9月）再録
- 「春、マザーレイクで」 - 『2084年のSF』（日本SF作家クラブ/編、ハヤカワ文庫JA、2022年5月）収録
- 「誕生日」 - 『地球へのSF』（日本SF作家クラブ/編、ハヤカワ文庫JA、2024年5月）収録

### 雑誌掲載作品
小説
- 「米と苺」 - 『たべるのがおそい』Vol.7（書肆侃侃房、2019年4月）
- 「しおかぜ」 - 『小説トリッパー』2020年夏季号（6月18日発行）（朝日新聞出版）
- 「湖底の炎」（李琴峰との共著） - 『S-Fマガジン』2021年2月号（2020年12月25日発売）（早川書房）
- 「まぼろし北寄」 - 『小説推理』2021年2月号（2020年12月26日発行）（双葉社）
- 「あの日、二月の教室で」 - 『小説すばる』2021年3月号（集英社）
- 「コークスが燃えている」 - 『すばる』2021年4月号（集英社）
- 「セヴンデイズ」 - 『文芸ラジオ』7号（東北芸術工科大学芸術学部文芸学科、2021年6月1日発行）
- 「コンシアージュ」 - 『小説推理』2021年9月号（双葉社）
- 「ガールフレンド」 - 『小説推理』2021年11月号（双葉社）
- 「カサンドラのティータイム」 - 『小説トリッパー』2022年夏季号（6月17日発行）（朝日新聞出版）

短歌詠
- 「みずうみ、または私小説」（30首） - 『ねむらない樹 vol.9』（書肆侃侃房、2022年8月）

エッセイなど
- 「本とねずみとコークスと」 - 『小説すばる』2018年12月号（集英社）
- 「『うつくしい繭』あとがきのあとがき」 - 『メフィスト』2019年 VOL.1（講談社、2019年4月）
- 「六月の金曜日」 - 『小説トリッパー』2019年秋季号（9月18日発行）（朝日新聞出版）
- 「SFつながり（3）五反田の夜を遠くはなれて――ワールドコン・ダブリン報告」 - 『ゲンロンβ43』（株式会社ゲンロン、2019年11月）
  - 『ゲンロン 11.5』（株式会社ゲンロン、2020年10月）に再録された。
- 「うちあけ話」 - 『文學界』2020年12月号（文藝春秋）
- 「読書日記」 - 『すばる』2021年7月号 - 9月号（集英社）
- 「ハヤカワ文庫JA総解説 PART3（1001〜1500）」(共著者の一人として参加)[7] - 『S-Fマガジン』2021年12月号（2021年10月25日発売）（早川書房）
- 「しおゆきこおり、いつかの国語」 - 『文學界』2024年12月号（文芸春秋）